# Четона
Четона (італ. Cetona) — муніципалітет в Італії, у регіоні Тоскана,  провінція Сієна.
Четона розташована на відстані близько 130 км на північ від Рима, 105 км на південний схід від Флоренції, 65 км на південний схід від Сієни.
Населення — 2790 осіб (2014).

## Демографія
Населення за роками:

Станом на 1 січня 2023 року в муніципалітеті офіційно проживали 274 іноземці з 32 країн, серед них 119 громадян країн Євросоюзу та 7 громадян України.

## Сусідні муніципалітети
- К'юзі
- Читта-делла-П'єве
- Фабро
- Сан-Кашано-дей-Баньї
- Сартеано